# Semiothisa poltronaria
Semiothisa poltronaria là một loài bướm đêm trong họ Geometridae.